# 5703 Hevelius
Az 5703 Hevelius (ideiglenes jelöléssel 1931 VS) a Naprendszer kisbolygóövében található aszteroida. Karl Wilhelm Reinmuth fedezte fel 1931. november 15-én.